# Liên Hòa, Lập Thạch
Liên Hòa là một xã thuộc huyện Lập Thạch, tỉnh Vĩnh Phúc, Việt Nam.
Xã có diện tích 7,67 km², dân số năm 1999 là 5288 người, mật độ dân số đạt 689 người/km².